# Мороло
Моро̀ло (на италиански: Morolo, на местен диалект Muròlu, Муролу) е малко градче и община в Централна Италия, провинция Фрозиноне, регион Лацио. Разположено е на 397 m надморска височина. Населението на общината е 3299 души (към 2010 г.).